# Andrew Davis (regissör)
Andrew Davis, född 21 november 1946 i Chicago i Illinois, är en amerikansk filmregissör. Davis har bland annat regisserat filmerna Jagad (1993) och The Guardian (2006).

## Filmografi (i urval)
- 1978 – Stony Island
- 1983 – The Final Terror
- 1985 – Code of Silence
- 1988 – Nico: Above the Law
- 1992 – Under belägring
- 1993 – Jagad
- 1996 – Efterlyst
- 1998 – Ett perfekt mord
- 2002 – Collateral Damage
- 2003 – Ett hål om dagen
- 2006 – The Guardian